# Klockare

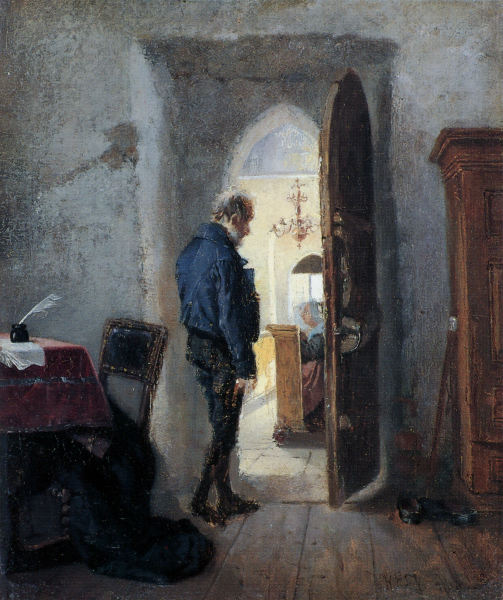
Karl Emanuel Jansson: Den gamla klockaren (Vanha lukkari), 1874

En klockare eller klockringare var ett kyrkligt ämbete, som ursprungligen – under medeltiden – medförde uppgiften att vårda kyrkan och dess inventarier samt ombesörja klockringningen. 
På 1600-talet började man av klockaren kräva förmågan att undervisa i sång och leda kyrksången där en särskild kantor inte fanns. Vid samma tid fick klockaren även uppdrag att lära ungdomen att läsa och skriva. Detta medförde att klockarsysslan ofta gavs åt en präst.
Efter folkskolereformen 1842 medgavs rätt att förena klockar- och skollärartjänst. Likaså blev klockaren ofta organist, i de kyrkor där en orgel införskaffades.
Förutom klockarboställe ingick länge i klockarens inkomst så kallat offer samt avgifter i samband med hans förrättningar. 1883 bestämdes att klockaren i stället skulle åtnjuta fast lön. 1861 fick kvinnor rätt att söka organistbefattning i kyrkorna. Om organistbefattningen var förenad med klockartjänst, var församlingen tvungen att söka dispens hos biskopen. Ännu på 1930-talet beviljade de flesta stift inga sådana dispenser.
I slutet av 1940-talet började Svenska kyrkan alltmer automatisera klockringningen, och säga upp sina anställda klockare.

### Fotnoter
1. 1 2 3  Carlquist, Gunnar, red (1933). Svensk uppslagsbok. Bd 15. Malmö: Svensk Uppslagsbok AB. sid. 568
2. ↑  ”Kyrkklockor”. Svenska kyrkan. https://www.svenskakyrkan.se/kyrkklockor. Läst 18 december 2019.